# Пантеон (Париж)
Пантео́н (фр. Panthéon) — архитектурно-исторический памятник, образец французского неоклассицизма в Латинском квартале 5-го округа Парижа, Франция. Первоначально церковь Святой Женевьевы, построенная по проекту архитектора Жак-Жермена Суффло в 1758—1790 годах. С 1791 года — Пантеон, усыпальница выдающихся людей Франции.
Надпись на фризе Пантеона гласит: «Великим людям — благодарное Отечество» (фр. AUX GRANDS HOMMES LA PATRIE RECONNAISSANTE).

## История

### Кратко
Монументальное здание в стиле зрелого французского неоклассицизма построено на территории аббатства Святой Женевьевы архитектором Ж.-Ж. Суффло, взявшим за основу так называемую французскую схему: совмещение плана крестово-купольной церкви, фасадов с «греческими» колонными портиками и барабана с «римским куполом». Строительство велось по обету короля Людовика XV, который серьёзно заболев в Метце в 1744 году, дал обет в случае выздоровления построить новый храм в честь святой Женевьевы. Фундамент нового храма заложен в 1758 году. Здание закончено учеником Суффло, Жаном-Батистом Ронделе в 1790 году.
Ко времени завершения храма король был свергнут, и революционное правительство распорядилось о превращении церкви в Пантеон — «Усыпальницу великих людей страны».

### Церковь Святой Женевьевы
Церковь Святой Женевьевы, небесной покровительницы города, пользовалась особым почитанием парижан. Церковь имела значение главного храма французской столицы после собора Нотр-Дам. В ней хранилась рака с мощами святой. В церкви были похоронены Хлодвиг, первый из королей, принявших христианскую веру, его жена Клотильда Бургундская и дочь. Раку святой Женевьевы украсили в 1242 году и поставили в основании главного престола, позднее переделали — из чистого серебра — и позолотили. Под церковью имеется древняя сводчатая крипта, в которой ещё во времена гонений христиане собирались на молитву.
Аббатство и церковь Святой Женевьевы несколько раз подвергались разрушению и разграблению норманнами — в 846, 884 и 892 годах; каждый раз постройки восстанавливали, а полностью аббатство отстроили в XIII—XIV веках. Церковь по распоряжению кардинала Ларошфуко украсили мрамором и алтарными картинами. Во времена эпидемий и бедствий раку с мощами святой Женевьевы торжественно обносили вокруг города. Этот обычай известен с 1229 года.

### История строительства и архитектурный стиль

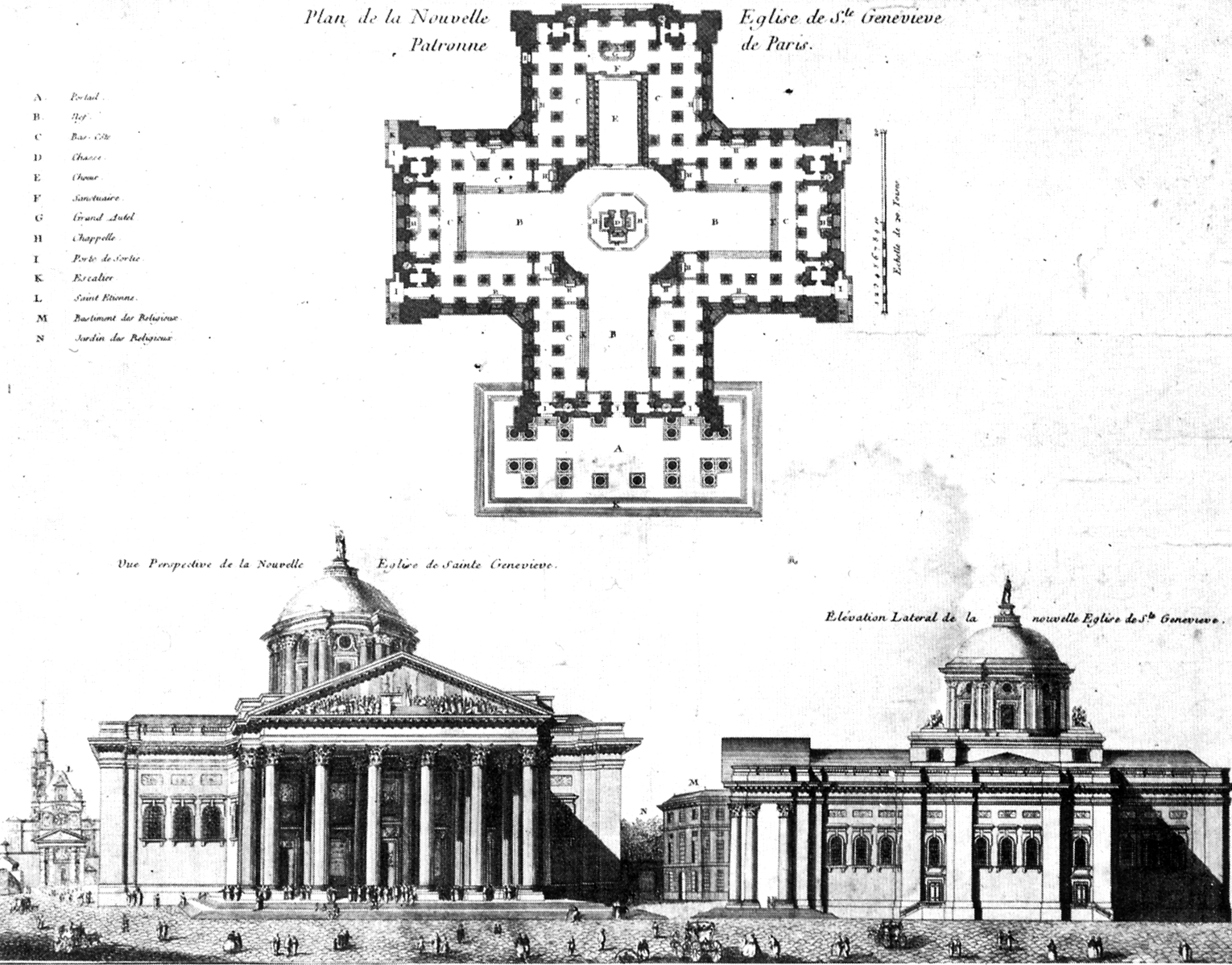
Первый проект Ж. Суффло

Король Людовик XV, серьёзно заболев в Метце в 1744 году, дал обет в случае выздоровления перестроить разрушенную в то время церковь аббатства св. Женевьевы и сам заложил первый камень в 1764 году. По рекомендации маркиза де Мариньи, брата мадам де Помпадур, директора Королевских зданий (Bâtiments du Roi), разработку проекта поручили в 1758 году архитектору Жаку-Жермену Суффло. Суффло был поклонником древнегреческой архитектуры и идей аббата Марка-Антуана Ложье, выдвинувшего теорию равноценности готического и античного искусства. На этой эстетической основе Суффло разрабатывал оригинальный стиль французской классицистической архитектуры, совмещающей черты французского средневекового зодчества с антикизирующим классицизмом. Такой сплав он назвал «греко-готическим стилем».
В основу композиции церкви Святой Женевьевы положена «французская схема», созданная Жюлем Ардуэном-Мансаром в его выдающейся постройке — церкви Дома инвалидов в Париже (1676—1706). Такая композиция представляет собой совмещение плана византийского (греческого) креста, фасадов с «греческими» колонными портиками, барабана с «римским куполом» на одной вертикальной оси
.
Суффло сумел придать этой схеме истинно величественный, монументальный характер, отражающий новые тенденции развития национальной французской архитектуры после первой волны классицизма XVII века при Людовике XIV. План Пантеона представляет собой не совсем правильный греческий крест за счёт слегка удлинённого нефа с запада на восток посредством колонных портиков. Просторное средокрестие, как и «римский купол», построены по образцу собора Св. Павла в Лондоне (1675—1710, архитектор К.Рен). Суффло почти в точности скопировал барабан с колоннами коринфского ордера, форму купола и венчающей лантерны, но все подобные вариации восходят к общему прототипу — собору Святого Петра в Ватикане.
Длина храма вместе с нартексом составляет 110 м, ширина 84 м, высота сводов 52 м, с куполом — 83 м (длина нефа ватиканского храма вместе с нартексом 211 м, высота купола 137 м, диаметр купола, возведенного по идее Микеланджело Буонарроти, — 41, 47 м). Вместо традиционных столбов средокрестия Суффло применил крестчатые пилоны, что зрительно расширило центральное пространство. Боковые нефы сделаны двухъярусными и верхние ярусы имеют большие арочные окна, через которые, как и из окон барабана купола, льются потоки света, делая храм особенно светоносным. Это впечатление усиливает светлая, почти белая окраска стен и сводов.
Суффло планировал возвести две колокольни, фланкирующие апсиду, они должны были придать зданию «национальный готический вид». Это сделать не удалось по финансовым причинам. Строительство затянулось и его завершил после смерти Суффло в 1790 году его ученик Жан-Батист Ронделе. В крипте установили саркофаг с мощами св. Женевьевы. В 1877 году стены храма украсили картины выдающегося художника Пьера Пюви де Шаванна и других живописцев на темы жизни святой Женевьевы. Картины маслом на холсте с несколько разбелённым колоритом стилизованы под фресковые росписи.

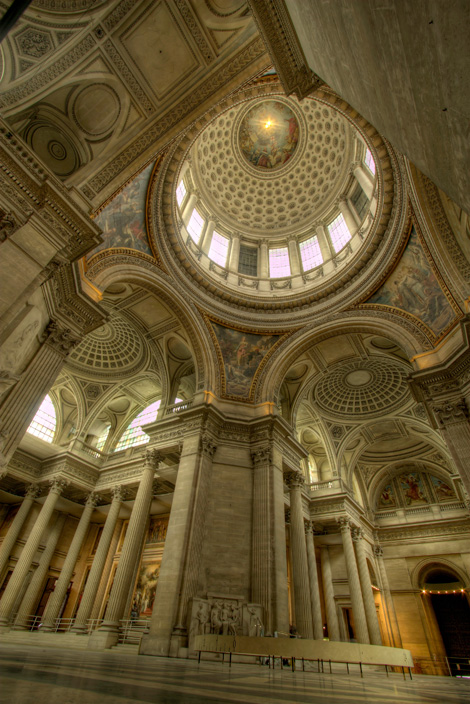
Крестообразное здание Пантеона увенчано куполом диаметром 23 метра

### Французская революция
После французской революции, в 1791 году церковь Святой Женевьевы в Париже декретом Конвента переименовали в Пантеон — «Усыпальницу великих людей, которые погибли за свободу Франции» (фраза из декрета Конвента 1791 года). На фризе поместили надпись: «Великим людям — благодарное Отечество». Автором проекта частичной перестройки интерьеров был Антуан-Кризостом Катрмер-де-Кенси. Мощи святой Женевьевы осквернили и выбросили на улицу. В настоящее время небольшая часть святых мощей хранится в медной раке в соседней церкви Сент-Этьен-дю-Мон, ранее входившей в аббатство св. Женевьевы. Наполеон Бонапарт в 1806 году вернул здание церкви, но в 1885 году оно снова стало Пантеоном. В тимпане фронтона поместили рельефную композицию — Свобода, увенчивающая лавровыми венками Францию в образе двух фигур: Гражданскую (слева) и Военную (с ликом Наполеона, справа). Композицию в 1831—1837 годах создал скульптор Давид д’Анже.
В крипте Пантеона установлены гробницы с прахом Вольтера, Руссо, В.-Р. Мирабо, Марата, позднее В. Гюго, Э. Золя, М. Бертело, Л. Карно, архитектора здания Ж.-Ж. Суффло, героев наполеоновских войн, Пьера и Мари Кюри и многих других. Позднее останки Марата перезахоронили на кладбище Сент-Этьен-дю-Мон. Гробницы Вольтера и Руссо были вначале деревянными и раскрашенными, с сусальной позолотой, но быстро сгнили. Путешественник Н. С. Всеволожский удивлялся, почему Франция присвоила себе и Руссо, великого писателя, но швейцарца.

### Первая империя
В правление Наполеона Пантеон возвратили религии, он опять назывался церковью св. Женевьевы. Император распорядился хоронить в подземелье верховных чиновников Империи и «Тех редких мужей, что прославились своими дарованиями, геройскими подвигами или примерной храбростью». Место им отвели в другой стороне и далеко от Вольтера и Руссо, которые и после смерти, кажется, не могут примириться и сблизиться, а потому лежат в противоположных сторонах: одни — по правую сторону от входа, другие — по левую.

### Пантеон в период Реставрации Бурбонов
При Людовике XVIII продолжали отделывать церковь. Росписи в парусах средокрестия в 1808 году начал наполеоновский живописец Антуан-Жан Гро (Gros, 1771—1835). Четыре картины по истории Франции, начиная от Карла Великого, были спланированы так, чтобы четвёртая была посвящена Наполеону; но после его падения художник изобразил на ней возвращение Бурбонов, искусно поместив на облаках Людовика XVI, его супругу и сына, завершив произведение к 1824 году
После революции 1830 года церковь опять была обращена в Пантеон.
В 1851 году в Пантеоне по инициативе президента Второй республики Луи Бонапарта (будущего Наполеона III) была осуществлена публичная демонстрация эксперимента с маятником Фуко.

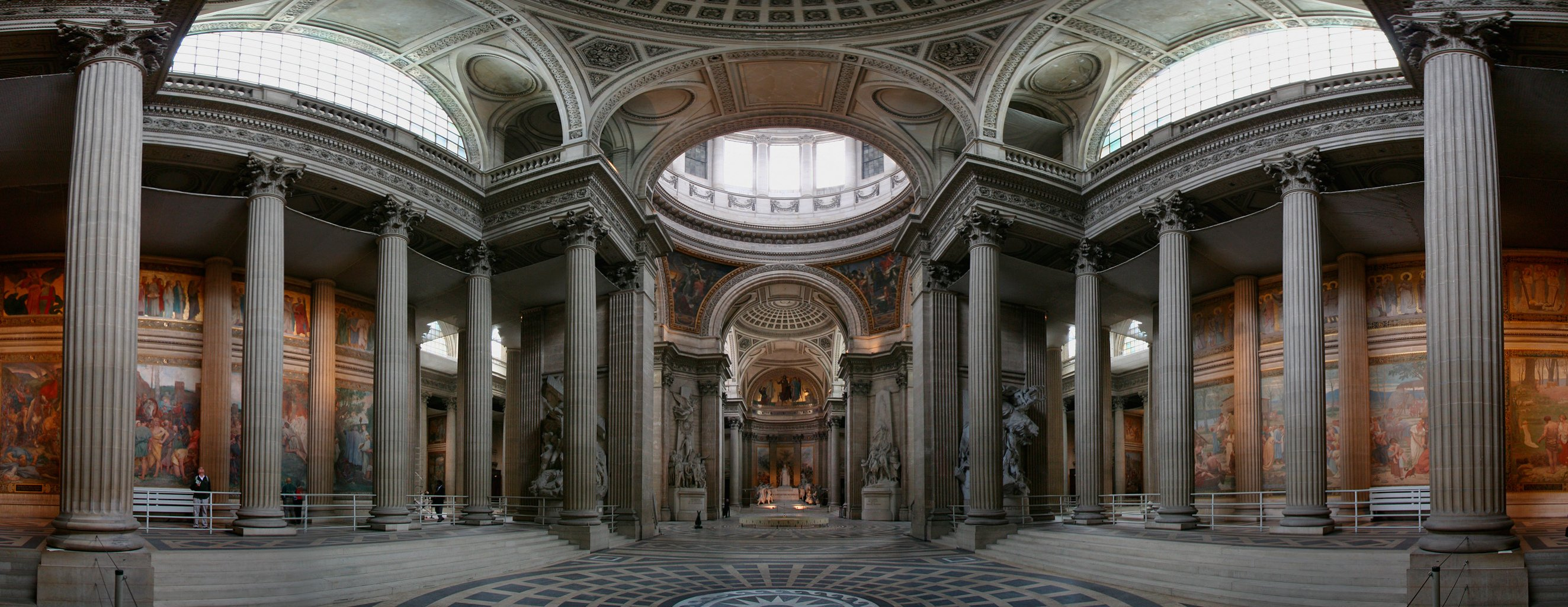
Внутри парижского Пантеона, панорамный вид

## Маятник Фуко

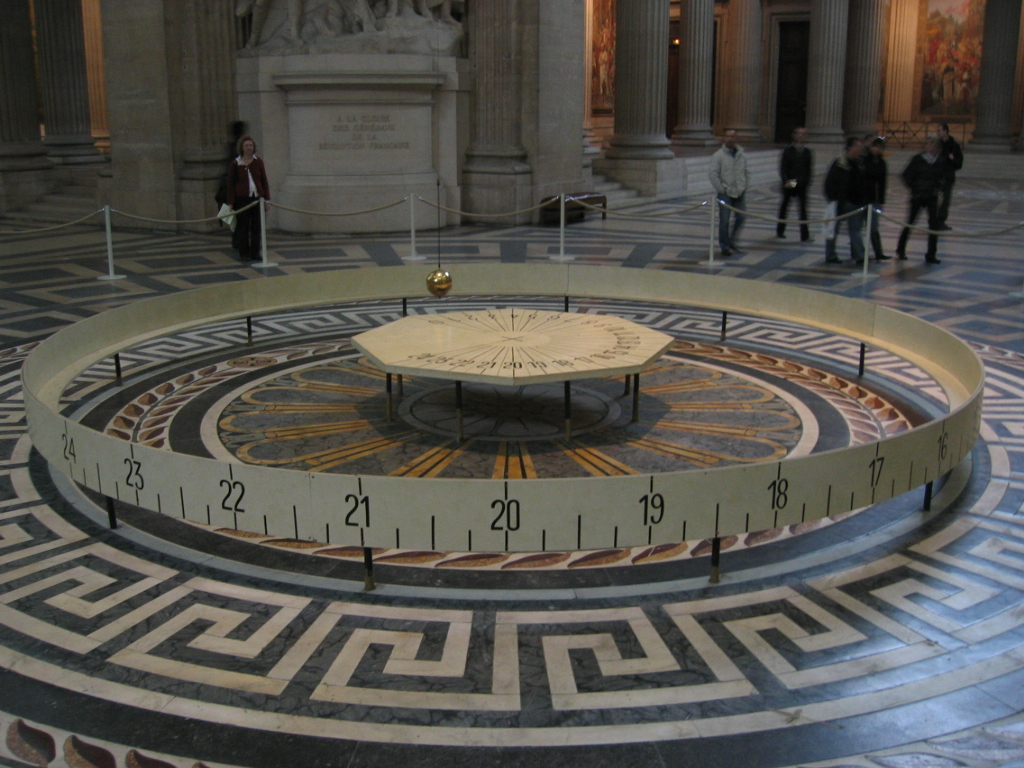
Маятник Фуко

В Пантеоне расположен один из действующих маятников Фуко — устройство для демонстрации суточного вращения Земли, названное в честь Л. Фуко.

## Захоронения
В Пантеоне захоронены следующие люди Франции (список в порядке даты захоронения):
| Год захоронения в Пантеоне | Имя                                     | Фото                                                                                            | Описание |
| -------------------------- | --------------------------------------- | ----------------------------------------------------------------------------------------------- | --- |
| 1791                       | Оноре Габриель Рикети Мирабо            |                                                                                                 | Знаменитый оратор и деятель революции. Останки удалены из Пантеона 21 сентября 1794 года.                                                                                           |
| 1791                       | Вольтер                                 |                                                                                                 | Философ. |
| 1792                       | Николя-Жозеф Борепер                    |                                                                                                 | Офицер, герой революции. Останки утеряны. |
| 1793                       | Луи Мишель Лепелетье де Сен-Фаржо       |                                                                                                 | Политик, подавший решающий голос за казнь короля, убит роялистом. Останки удалены из Пантеона (отданы родственникам) 14 февраля 1795 года.                                          |
| 1793                       | Огюст Анри Мари Пико Дампьер            |                                                                                                 | Генерал. Останки утеряны. |
| 1794                       | Жан-Поль Марат                          |                                                                                                 | Революционер. Останки удалены из Пантеона 8 февраля 1795 года. |
| 1794                       | Жан-Жак Руссо                           |                                                                                                 | Философ. |
| 1806                       | Франсуа Дени Тронше                     |                                                                                                 | Политик и юрист. |
| 1806                       | Клод Луи Петье                          |                                                                                                 | Политик, военный министр. |
| 1807                       | Жан Этьен Мари Порталис                 |                                                                                                 | Политик и юрист. |
| 1807                       | Луи-Пьер-Панталеон Ренье                |                                                                                                 | Драматический актёр. |
| 1807                       | Луи-Жозеф-Шарль-Амабль д’Альбер де Люин |                                                                                                 | Политик. Останки удалены из Пантеона (отданы родственникам) 28 августа 1862 года.                                                                                                   |
| 1807                       | Жан Батист Пьер Бевьер                  | Могила Бевьера                                                                                  | Политик. |
| 1808                       | Франсуа-Бартелеми Бегино                | Могила Бегино                                                                                   | Генерал. |
| 1808                       | Пьер Жан Жорж Кабанис                   | Могила Кабаниса                                                                                 | Философ-материалист. |
| 1808                       | Габриель-Луи Коленкур                   | Могила Коленкура                                                                                | Генерал. |
| 1808                       | Жан-Фредерик Перрего                    |                                                                                                 | Банкир. |
| 1808                       | Антуан-Сезар Шуазель-Праслен            | Могила Шуазёя-Пралена                                                                           | Политик. |
| 1808                       | Жан-Пьер Фирмен Малер                   | Урна с сердцем генерала Фирмена Малера                                                          | Генерал. Урна с сердцем. |
| 1809                       | Жан-Батист Папен                        | Могила Папена                                                                                   | Политик. |
| 1809                       | Жозеф Мари Вьен                         |                                                                                                 | Художник. |
| 1809                       | Пьер Гарнье де Лабуассьер               |                                                                                                 | Генерал. |
| 1809                       | Жан Пьер Сер                            |                                                                                                 | Политик. Урна с сердцем. |
| 1809                       | Джироламо Дураццо                       | Урна с сердцем Дураццо                                                                          | Итальянский политик. Урна с сердцем. |
| 1809                       | Жюстен-Бонавентюр Морар де Галл         |                                                                                                 | Адмирал. Урна с сердцем. |
| 1809                       | Эммануэль Крете                         |                                                                                                 | Политик. |
| 1810                       | Джованни-Баттиста Капрара               |                                                                                                 | Кардинал. |
| 1810                       | Луи Шарль Винсент Ле Блонд Сент-Илер    |                                                                                                 | Генерал. |
| 1810                       | Жан-Батист Трельяр                      |                                                                                                 | Генерал. |
| 1810                       | Жан Ланн                                |                                                                                                 | Маршал Франции. |
| 1810                       | Шарль-Пьер де Флёрио де ла Туретт Кларе |                                                                                                 | Адмирал. |
| 1811                       | Луи Антуан де Бугенвиль                 |                                                                                                 | Путешественник, первооткрыватель. Руководитель первой французской кругосветной экспедиции. Только тело. Сердце захоронено на семейном захоронении на кладбище Кальвер на Монмартре. |
| 1811                       | Чарльз Эрскин де Келли                  |                                                                                                 | Кардинал. |
| 1811                       | Александр Антуан Юро де Сенармон        |                                                                                                 | Генерал. Урна с сердцем. |
| 1811                       | Ипполито Антонио Винченти Марери        |                                                                                                 | Кардинал. |
| 1811                       | Николя Мари Сонжи де Курбон             |                                                                                                 | Генерал. |
| 1811                       | Мишель Орденер                          |                                                                                                 | Генерал. |
| 1812                       | Жан Мари Пьер Дорсенн                   |                                                                                                 | Генерал. |
| 1812                       | Ян Виллем де Винтер                     |                                                                                                 | Маршал Голландии. Только тело. Сердце захоронено в Кампене (Нидерланды). |
| 1813                       | Иасент-Юг-Тимолеон де Коссе-Бриссак     |                                                                                                 | Политик. |
| 1813                       | Жан-Игнас-Жак Жакмино                   |                                                                                                 | Политик. |
| 1813                       | Жозеф Луи Лагранж                       | Могила Лагранжа                                                                                 | Математик. |
| 1813                       | Жан Руссо                               |                                                                                                 | Политик. |
| 1813                       | Жюстен де Вири                          |                                                                                                 | Политик. |
| 1814                       | Жан-Николя Демёнье                      |                                                                                                 | Политик и писатель. |
| 1814                       | Жан Ренье                               |                                                                                                 | Генерал. |
| 1814                       | Клод Амбруаз Ренье                      |                                                                                                 | Политик. |
| 1815                       | Антуан Жан Мари Тевенар                 |                                                                                                 | Адмирал. |
| 1815                       | Клод Жюст Александр Легран              |                                                                                                 | Генерал. |
| 1829                       | Жак-Жермен Суффло                       | Могила Суффло                                                                                   | Архитектор Пантеона. |
| 1885                       | Виктор Гюго                             |                                                                                                 | Писатель. |
| 1889                       | Лазар Карно                             | Могилы Лазара и Сади Карно, Теофиля Мало, Франсуа-Северена Марсо-Дегравье и Жана Батиста Бодена | Организатор революционной армии. Похоронен в годовщину столетия Великой французской революции.                                                                                      |
| 1889                       | Теофиль Мало Корре де Латур д’Овернь    | Могилы Лазара и Сади Карно, Теофиля Мало, Франсуа-Северена Марсо-Дегравье и Жана Батиста Бодена | Военный деятель. Похоронен в годовщину столетия Великой французской революции. |
| 1889                       | Франсуа-Северен Марсо-Дегравье          | Могилы Лазара и Сади Карно, Теофиля Мало, Франсуа-Северена Марсо-Дегравье и Жана Батиста Бодена | Генерал. Только прах. Похоронен в годовщину столетия Великой французской революции.                                                                                                 |
| 1889                       | Жан Батист Боден                        | Могилы Лазара и Сади Карно, Теофиля Мало, Франсуа-Северена Марсо-Дегравье и Жана Батиста Бодена | Политик. Только прах. Похоронен в годовщину столетия Великой французской революции.                                                                                                 |
| 1894                       | Мари Франсуа Сади Карно                 | Могилы Лазара и Сади Карно, Теофиля Мало, Франсуа-Северена Марсо-Дегравье и Жана Батиста Бодена | Президент Франции. Похоронен сразу же после убийства. |
| 1907                       | Марселен Бертло                         | Могила Марселена и Софи Бертло                                                                  | Физик и химик. Похоронен вместе с женой Софи Бертло. |
| 1907                       | Софи Бертло                             | Могила Марселена и Софи Бертло                                                                  | Первая женщина, погребённая в Пантеоне. Похоронена вместе с мужем, которого пережила на несколько часов.                                                                            |
| 1908                       | Эмиль Золя                              | Могила Золя                                                                                     | Писатель. |
| 1920                       | Леон Мишель Гамбетта                    | Место захоронения урны с сердцем Гамбетты                                                       | Политик. Урна с сердцем |
| 1924                       | Жан Жорес                               | Могила Жореса                                                                                   | Политик левого толка. Похоронен спустя 10 лет после убийства. |
| 1933                       | Поль Пенлеве                            | Могила Поля Пенлеве                                                                             | Политик и математик. |
| 1948                       | Поль Ланжевен                           | Могила Поля Ланжевена                                                                           | Физик. |
| 1948                       | Жан Батист Перрен                       | Могила Перрена                                                                                  | Физик. Похоронен в тот же день, что и Поль Ланжевен. |
| 1949                       | Виктор Шёльшер                          | Могилы Виктора и Марка Шёльшеров                                                                | Борец за отмену рабства. Согласно его воле, похоронен вместе со своим отцом. |
| 1949                       | Марк Шёльшер                            | Могилы Виктора и Марка Шёльшеров                                                                | Керамист. Похоронен вместе со своим сыном. |
| 1949                       | Феликс Эбуэ                             | Могила Эбуэ                                                                                     | Чернокожий колониальный администратор, герой Сопротивления. Похоронен в тот же день, что и Виктор Шёльшер.                                                                          |
| 1952                       | Луи Брайль                              | Могила Брайля                                                                                   | Создатель шрифта Брайля. Похоронен перед годовщиной столетия со дня смерти. |
| 1964                       | Жан Мулен                               | Могила Жана Мулена                                                                              | Герой Сопротивления. Прах перенесен с кладбища Пер-Лашез 19 декабря 1964 года. |
| 1987                       | Рене Кассен                             | Могила Мальро                                                                                   | Лауреат Нобелевской премии Мира. Похоронен перед годовщиной столетия со дня рождения.                                                                                               |
| 1988                       | Жан Монне                               | Могилы Мулена, Мальро, Кассена и Монне                                                          | Предприниматель и политик. Похоронен перед годовщиной столетия со дня рождения. |
| 1989                       | Анри Грегуар                            | Могила Анри Грегуара                                                                            | Гуманист. Похоронен в годовщину празднования двухсотлетия Французской революции. |
| 1989                       | Гаспар Монж                             | Могила Гаспара Манжа                                                                            | Математик. Похоронен в годовщину празднования двухсотлетия Французской революции.                                                                                                   |
| 1989                       | Мари Жан Антуан Никола Кондорсе         | Могила Кондорсе                                                                                 | Философ. Похоронен в годовщину празднования двухсотлетия Французской революции. Гроб на самом деле пуст, так как останки утеряны.                                                   |
| 1995                       | Пьер Кюри                               | The crypt of the Panthéon in Paris                                                              | Физик. Оба, Пьер и Мария Кюри были похоронены в апреле 1995 года. |
| 1995                       | Мария Склодовская-Кюри                  |                                                                                                 | Физик. Вторая женщина, погребённая в Пантеоне. |
| 1996                       | Андре Мальро                            | Могилы Мулена, Мальро, Кассена и Монне                                                          | Писатель, министр. Прах перезахоронен в Пантеон 23 ноября 1996 года спустя 20 лет после смерти                                                                                      |
| 1998                       | Туссен-Лувертюр, Франсуа Доминик        |                                                                                                 | Борец за независимость Гаити. Символически. Захоронена земля с места гибели и установлена мемориальная плита.                                                                       |
| 1998                       | Луи Дельгрес                            |                                                                                                 | Руководитель восстания против рабства на Гваделупе. Символически. Захоронена земля с места гибели и установлена мемориальная плита.                                                 |
| 2002                       | Александр Дюма (отец)                   | Могилы Гюго, Дюма и Золя                                                                        | Писатель. Перезахоронен в Пантеон спустя 132 года после смерти. |
| 2011                       | Эме Сезер                               |                                                                                                 | Мартиникский общественный деятель. Установлена мемориальная доска. Похоронен на Мартинике.                                                                                          |
| 2015                       | Пьер Броссолетт                         | Могила Пьера Броссолетта                                                                        | Герой Сопротивления. |
| 2015                       | Женевьев Де Голль-Антоньоз              | Могила Женевьев Де Голль-Антоньоз                                                               | Правозащитница, племянница генерала де Голля. Частица земли с могилы. |
| 2015                       | Жан Зе                                  | Могила Жана Зе                                                                                  | Герой Сопротивления. |
| 2015                       | Жермен Тийон                            | Могила Жермен Тийон                                                                             | Герой Сопротивления. |
| 2018                       | Симона Вейль                            | Могила Жана Мулена, Андре Мальро, Симоны и Антуана Вейлей, Рене Кассена и Жана Монне            | Политик, борец за права женщин, первый председатель Фонда памяти Холокоста. |
| 2018                       | Антуан Вейль                            | Могила Жана Мулена, Андре Мальро, Симоны и Антуана Вейлей, Рене Кассена и Жана Монне            | Предприниматель, политик, супруг Симоны Вейль. |
| 2020                       | Морис Женевуа                           |                                                                                                 | Писатель и поэт. |
| 2021                       | Жозефина Бейкер                         |                                                                                                 | Танцовщица, певица и актриса, борец за права цветного населения и женщин. |
| 2024                       | Мисак Манушян                           |                                                                                                 | Герой Сопротивления. |
| 2024                       | Мелинэ Манушян                          |                                                                                                 | Супруга Мисака Манушяна, участница Сопротивления. |